# Cha Cha Cha
"Cha Cha Cha" is een nummer van de Finse rapper en zanger Käärijä (Jere Pöyhönen), uitgebracht op 17 januari 2023.
Op 25 februari won het nummer de Uuden Musiikin Kilpailu (UMK) 2023, de Finse nationale selectie voor het Eurovisiesongfestival. Het nummer vertegenwoordigde Finland dus op het Eurovisiesongfestival 2023 in Liverpool, waar het op de tweede plaats eindigde met een hoge televote-score.
Volgens Jesse Wijnans, een Nederlands danser die deelnam aan de act, gaat het nummer "over een gewone man die de hele week werkt en wacht tot hij zijn piña colada kan drinken. Dan komt hij los, danst hij zijn eigen chachacha en is hij niet meer bang voor de wereld."

## Eurovisiesongfestival
De rapper won de Finse selectie met 539 punten, 387 punten meer dan de runner-up, een historisch groot verschil in Finland. De Portion Boys werden tweede met "Samaa taivasta katsotaan" (152 punten). De televote ging massaal naar Käärijä, maar ook bij de jury was hij duidelijk favoriet. Hij veronderstelde dat de ruime puntenmarge kwam doordat zowel het nummer als de uitvoering een uniek karakter hadden. Na zijn optreden zei hij: "UMK heeft nog nooit zo'n nummer of optreden gezien. Dit bewijst dat je kunt ver komen, zelfs als je niet de meest bekwame zanger of rapper bent." Vooraf had hij rekening gehouden met de winst in Turku en hij ging ook naar het Eurovisiesongfestival in Liverpool voor de winst.
Na de selectie steeg het nummer bij gokkantoren naar de top drie van kanshebbers voor de winst in Liverpool. Käärijä viel er op door zijn groene bolero en een energieke act, die goed scoorde met een tweede plaats, na "Tattoo" van Loreen. Het lied behaalde ook de tweede beste televote-score ooit (even veel als Salvador Sobral); enkel Kalush kreeg in 2022 meer televotepunten.

## Resultaten UMK 2023
|         |                               |                | Punten | Punten     | Punten     |                  |                   |
| Uitslag | Lied                          | Zanger         | Totaal | Tele (75%) | Jury (25%) | Volgorde opkomst | Waardering vooraf |
| ------- | ----------------------------- | -------------- | ------ | ---------- | ---------- | ---------------- | ----------------- |
| 1       | Cha Cha Cha                   | Käärijä        | 539    | 467        | 72         | 3                | ⬥⬥⬥⬥⬦             |
| 2       | Samaa taivasta katsotaan      | Portion Boys   | 152    | 124        | 28         | 7                | ⬥⬥⬥⬖⬦             |
| 3       | No Business On The Dancefloor | Keira          | 133    | 91         | 42         | 4                | ⬥⬥⬥⬥⬖             |
| 4       | Girls Like You                | Robin Packalen | 109    | 81         | 28         | 1                | ⬥⬥⬥⬦⬦             |
| 5       | Ylivoimainen                  | Kuumaa         | 107    | 63         | 44         | 2                | ⬥⬥⬥⬥⬖             |
| 6       | Something To Lose             | Lxandra        | 70     | 24         | 46         | 6                | ⬥⬥⬥⬥⬦             |
| 7       | Hoida mut                     | Benjamin       | 66     | 32         | 34         | 5                | ⬥⬥⬥⬥⬥             |